# 七海寓所
七海寓所是中華民國第6、7任總統蔣經國的官邸，位於臺灣臺北市大直經國七海文化園區。是1950年代興建的新式鋼筋混凝土建築，因鄰近日據時代的人工水池「七海潭」而取名七海。

## 歷史
七海寓所興建於1950年代，最初為提供協防台灣海峽的美國海軍第七艦隊司令官的度假用招待所，因鄰近日據時代的人工水池「七海潭」而取名七海。後作為蔣經國擔任國防部長、行政院長至總統期間居住的官邸直至去世，此處同樣為其居住最久的住所。蔣經國於在1988年過世後，其遺孀蔣方良仍居住於此直至去世。
2006年，被台北市政府登錄為市定古蹟；其指定範圍於2019年由原本的寓所本體及庭園擴大至包含七海潭的周邊地區。2009年，台北市政府將七海寓所及周邊規劃為「經國七海文化園區」，規劃以BOT模式設置「蔣經國總統圖書館」，收藏並展示相關文獻。
2022年1月22日，經國七海文化園區暨蔣經國總統圖書館正式開幕，由蔣經國國際學術交流基金會與基督教中華信望愛基金會負責營運。